# Памятник дворнику (Балашиха)
Па́мятник дво́рнику в городе Балашиха (Московская область) установлен в небольшом сквере на проспекте Ленина, неподалёку от плотины на реке Пехорка. Открыт в сентябре 2007 года. Автор памятника — владимирский скульптор Игорь Черноглазов.
Представляет собой бронзовую скульптурную композицию на высоком гранитном постаменте в виде фигуры дореволюционного бородатого дворника в фуражке и фартуке, опирающегося на метлу, и лежащей у его ног собачки-дворняжки. Ностальгический характер скульптуры подчёркивает и надпись в дореформенной орфографии на постаменте: «ДВОРНИКЪ».